# Danił Glebow
Danił Aleksandrowicz Glebow (ros. Данил Александрович Глебов; ur. 3 listopada 1999 w Tomsku) – rosyjski piłkarz grający na pozycji defensywnego pomocnika. Od 2019 jest zawodnikiem klubu FK Rostów.

## Kariera klubowa
Swoją karierę piłkarską Glebow rozpoczynał w juniorach takich klubów jak: Tom Tomsk (2006-2015), Lokomotiw Moskwa (2015-2016) i Anży Machaczkała (2016-2017). W sezonie 2017/2018 grał w zespole rezerw Anży, a w 2018 został członkiem pierwszego zespołu. 1 września 2018 zadebiutował w nim w Priemjer-Lidze w przegranym 0:1 wyjazdowym meczu z Krylją Sowietow Samara. W Anży grał do końca 2018 roku.
W styczniu 2019 Glebow przeszedł na zasadzie wolnego transferu do FK Rostów. Swój debiut w nim zaliczył 14 kwietnia 2019 w wygranym 2:1 domowym spotkaniu ze Spartakiem Moskwa. 18 października 2020 w zwycięskim 3:0 domowym meczu z Achmatem Grozny strzelił swoją pierwszą bramkę w rosyjskiej ekstraklasie.
| Sezon   | Klub               | Kraj  | Rozgrywki       | Mecze | Gole |
| ------- | ------------------ | ----- | --------------- | ----- | ---- |
| 2017/18 | Anży-2 Machaczkała | Rosja | Wtoroj diwizion | 4     | 0    |
| 2018/19 | Anży Machaczkała   | Rosja | Priemjer-Liga   | 8     | 0    |
| 2018/19 | FK Rostów          | Rosja | Priemjer-Liga   | 8     | 0    |
| 2019/20 | FK Rostów          | Rosja | Priemjer-Liga   | 19    | 0    |
| 2020/21 | FK Rostów          | Rosja | Priemjer-Liga   | 26    | 1    |

## Kariera reprezentacyjna
Glebow ma za sobą występy w reprezentacji Rosji U-21. Wystąpił z nią w 2021 roku na Mistrzostwach Europy U-21. W reprezentacji Rosji zadebiutował 11 listopada 2021 w wygranym 6:0 meczu eliminacji do MŚ 2022 z Cyprem, rozegranym w Petersburgu, gdy w 67. minucie zmienił Daniiła Fomina.